# BBQ Live ’82
BBQ Live ’82 ist ein Album der Formation Bergisch-Brandenburgisches Quartett, bestehend aus Sven-Åke Johansson, Hans Reichel, Rüdiger Carl und Ernst-Ludwig Petrowsky. Die am 29. Mai 1982 auf dem New Jazz Festival Moers entstandenen Aufnahmen erschienen am 16. September 2022 auf dem Label Black Truffle.

## Hintergrund
Das Bergisch-Brandenburgische Quartett (BBQ) wurde 1980 in Rostock in der damaligen DDR gegründet, als drei Mitglieder der westdeutschen freien Musikszene – der Holzbläser/Akkordeonist Rüdiger Carl, der schwedische Schlagzeuger/Perkussionist Sven-Åke Johansson und Hans Reichel an der Geige und seinen modifizierten „seltsamen Gitarren“ – als Quartett mit dem ostdeutschen Saxophonisten Ernst-Ludwig Petrowsky auftraten. Als seltenes Beispiel einer funktionierenden Band mit Mitgliedern von beiden Seiten der innerdeutschen Grenze hinterließ das BBQ zur Zeit seines Bestehens nur ein am 1. März 1982 im Haus der jungen Talente in Berlin aufgenommenes Dokument als LP 1984 auf dem Label Amiga, Teil des staatlichen Tonträgerproduzenten VEB Deutsche Schallplatten Berlin. 2020 erschien noch der Livemitschnitt Free Postmodernism (BBQ with Fred Frith USA 1981) von ihrer Tournee durch die Vereinigten Staaten 1981.
Die vier Mitglieder des BBQ teilten eine allumfassende Ästhetik, in der Zitate und Witze bequem neben radikal erweiterten Techniken und Klangexperimenten saßen. Ihr Auftritt beim Moers Festival 1982 wurde vom WDR mitgeschnitten; die auf dem Album präsentierte Musik ist „eine kaleidoskopische Demonstration dessen, was Johansson den ‚freien Postmodernismus‘ des BBQ genannt hat“, hieß es in den Liner Notes.

## Titelliste
- BBQ – Live '82()[2]

1. Part 1 23:07
2. Part 2 22:18

## Rezeption
Der Perkussionist und bildende Künstler Sven-Åke Johansson, der seit Ende der 1960er-Jahre in West-Berlin lebte, sei eine der rastlosesten Figuren in der kosmopolitischen Szene der Stadt geblieben, meint Peter Margasak (Complete Communion/The Quietus). Er habe sein vielfältiges Musizieren mit Zeichnungen, Fotografie und Performancekunst ergänzt. Ernst-Ludwig Petrowsky wiederum sei eine Schlüsselfigur bei der Überbrückung des geteilten Deutschlands in dieser Zeit gewesen und habe regelmäßig mit Musikern aus dem Westen gespielt. Unter Johanssons verdrehter Anleitung hätten sie Free Jazz, wilde Improvisation und konzeptionelle Brio gemischt, die vier Jahrzehnte später immer noch völlig frisch und prägnant klingen würden.